# Janne Schäfer
Pour les articles homonymes, voir Schäfer.
Janne Schäfer, née le 28 mai 1981 à Henstedt-Ulzburg (Schleswig-Holstein), est une ancienne nageuse allemande, championne d'Europe du 50 m brasse en 2008.